# Branko Lazić
Branko Lazić (serbe : Бранко Лазић), né le 12 janvier 1989, à Loznica en République fédérative socialiste de Yougoslavie, est un joueur serbe de basket-ball. Il évolue aux postes d'arrière et d'ailier.

## Palmarès
- Champion de Serbie 2015, 2016, 2017, 2021
- Vainqueur de la Coupe de Serbie 2013, 2014, 2015, 2017, 2021, 2022
- Ligue adriatique 2015, 2016, 2017, 2019, 2021